# 1982-es labdarúgó-világbajnokság-selejtező (UEFA – 2. csoport)
Az 1982-es labdarúgó-világbajnokság európai 2. selejtezőcsoportjának mérkőzéseit, és a csoport végeredményét tartalmazó lapja. A csoportban körmérkőzéses, oda-visszavágós rendszerben játszottak egymással a labdarúgó-válogatottak. A selejtezőket 1980. március 26. és 1981. december 5. között rendezték. Az első két helyezett automatikus résztvevője lett az 1982-es labdarúgó-világbajnokságnak.
A csoportban Belgium, Ciprus, Franciaország, Írország és az Hollandia szerepelt.
Belgium és Franciaország jutott ki az 1982-es világbajnokságra.

## Tabella
| Hely. | Csapat        | M | Gy | D | V | G+ | G– | Gk  | P  | Továbbjutás                          |     | Belgium | Franciaország | Írország | Hollandia | Ciprusi Köztársaság |
| ----- | ------------- | - | -- | - | - | -- | -- | --- | -- | ------------------------------------ | --- | ------- | ------------- | -------- | --------- | ------------------- |
| 1.    | Belgium       | 8 | 5  | 1 | 2 | 12 | 9  | +3  | 11 | Kijutott az 1982-es világbajnokságra |     | —       | 2–0           | 1–0      | 1–0       | 3–2                 |
| 2.    | Franciaország | 8 | 5  | 0 | 3 | 20 | 8  | +12 | 10 | Kijutott az 1982-es világbajnokságra |     | 3–2     | —             | 2–0      | 2–0       | 4–0                 |
| 3.    | Írország      | 8 | 4  | 2 | 2 | 17 | 11 | +6  | 10 |                                      |     | 1–1     | 3–2           | —        | 2–1       | 6–0                 |
| 4.    | Hollandia     | 8 | 4  | 1 | 3 | 11 | 7  | +4  | 9  |                                      | 3–0 | 1–0     | 2–2           | —        | 3–0       |                     |
| 5.    | Ciprus        | 8 | 0  | 0 | 8 | 4  | 29 | −25 | 0  |                                      | 0–2 | 0–7     | 2–3           | 0–1      | —         |                     |

## Mérkőzések
| 1980. március 26. |

| Ciprus                                  | 2 – 3       | Írország               |
| --------------------------------------- | ----------- | ---------------------- |
| Pantziarász 29' Kajáfasz 74' (11-esből) | Jegyzőkönyv | McGee 8' Lawrenson 23' |

| Makario Stadion, Nicosia Nézőszám: 6,800 Játékvezető: Zvi Sharir (izraeli) |

| 1980. szeptember 10. |

| Írország               | 2 – 1       | Hollandia    |
| ---------------------- | ----------- | ------------ |
| Daly 78' Lawrenson 85' | Jegyzőkönyv | Tahamata 57' |

| Lansdowne Road, Dublin Nézőszám: 25,782 Játékvezető: Henning Lund-Sørensen (dán) |

| 1980. október 11. |

| Ciprus | 0 – 7       | Franciaország                                                                      |
| ------ | ----------- | ---------------------------------------------------------------------------------- |
|        | Jegyzőkönyv | Lacombe 4' Platini 14' 23' Larios 40' (11-esből) 76' (11-esből) Six 82' Zimako 87' |

| Cirio Stadion, Limassol Nézőszám: 9,500 Játékvezető: Bruno Galler (svájci) |

| 1980. október 15. |

| Írország     | 1 – 1       | Belgium      |
| ------------ | ----------- | ------------ |
| Grealish 42' | Jegyzőkönyv | Cluytens 13' |

| Lansdowne Road, Dublin Nézőszám: 36,524 Játékvezető: Norbert Rolles (luxemburgi) |

| 1980. október 28. |

| Franciaország          | 2 – 0       | Írország |
| ---------------------- | ----------- | -------- |
| Platini 11' Zimako 77' | Jegyzőkönyv |          |

| Parc des Princes, Párizs Nézőszám: 44,800 Játékvezető: Augusto Lamo Castillo (spanyol) |

| 1980. november 19. |

| Belgium                    | 1 – 0       | Hollandia |
| -------------------------- | ----------- | --------- |
| Vandenbergh 48' (11-esből) | Jegyzőkönyv |           |

| Stade du Heysel, Brüsszel Nézőszám: 57,665 Játékvezető: Eldar Əzimzadə (szovjet) |

| 1980. november 19. |

| Írország                                                                    | 6 – 0       | Ciprus |
| --------------------------------------------------------------------------- | ----------- | ------ |
| Daly 10' (11-esből) 23' Grealish 24' Robinson 28' Stapleton 46' Hughton 65' | Jegyzőkönyv |        |

| Lansdowne Road, Dublin Nézőszám: 24,351 Játékvezető: Eysteinn Guðmundsson (izlandi) |

| 1980. december 21. |

| Ciprus | 0 – 2       | Belgium                       |
| ------ | ----------- | ----------------------------- |
|        | Jegyzőkönyv | Vandenbergh 30' Ceulemans 68' |

| Makario Stadion, Nicosia Nézőszám: 6,000 Játékvezető: Robert Valentine (skót) |

| 1981. február 18. |

| Belgium                                    | 3 – 2       | Ciprus                      |
| ------------------------------------------ | ----------- | --------------------------- |
| Plessers 12' Vandenbergh 17' Ceulemans 67' | Jegyzőkönyv | Liszándru 42' Vrahímisz 60' |

| Stade du Heysel, Brüsszel Nézőszám: 17,445 Játékvezető: Arto Ravander (finn) |

| 1981. február 22. |

| Hollandia                                  | 3 – 0       | Ciprus |
| ------------------------------------------ | ----------- | ------ |
| Hovenkamp 15' Schapendonk 48' Nanninga 58' | Jegyzőkönyv |        |

| Oosterpark Stadion, Groningen Nézőszám: 12,972 Játékvezető: Howard King (walesi) |

| 1981. március 25. |

| Hollandia  | 1 – 0       | Franciaország |
| ---------- | ----------- | ------------- |
| Mühren 47' | Jegyzőkönyv |               |

| De Kuip, Rotterdam Nézőszám: 58,000 Játékvezető: Luigi Agnolin (olasz) |

| 1981. március 25. |

| Belgium       | 1 – 0       | Írország |
| ------------- | ----------- | -------- |
| Ceulemans 88' | Jegyzőkönyv |          |

| Stade du Heysel, Brüsszel Nézőszám: 39,178 Játékvezető: Raúl Joaquim Fernandes Nazaré (portugál) |

| 1981. április 29. |

| Ciprus | 0 – 1       | Hollandia      |
| ------ | ----------- | -------------- |
|        | Jegyzőkönyv | Van Kooten 29' |

| Makario Stadion, Nicosia Nézőszám: 7,500 Játékvezető: Ivan Joszifov (bolgár) |

| 1981. április 29. |

| Franciaország         | 3 – 2       | Belgium                      |
| --------------------- | ----------- | ---------------------------- |
| Soler 14' 31' Six 26' | Jegyzőkönyv | Vandenbergh 5' Ceulemans 52' |

| Parc des Princes, Párizs Nézőszám: 46,194 Játékvezető: Victoriano Arminio (spanyol) |

| 1981. szeptember 9. |

| Hollandia                          | 2 – 2       | Írország                   |
| ---------------------------------- | ----------- | -------------------------- |
| Thijssen 11' Mühren 64' (11-esből) | Jegyzőkönyv | Robinson 40' Stapleton 71' |

| Stadion Feijenoord, Rotterdam Nézőszám: 46,000 Játékvezető: Vojtěch Christov (csehszlovák) |

| 1981. szeptember 9. |

| Belgium                           | 2 – 0       | Franciaország |
| --------------------------------- | ----------- | ------------- |
| Czerniatynski 24' Vandenbergh 83' | Jegyzőkönyv |               |

| Stade du Heysel, Brüsszel Nézőszám: 52,525 Játékvezető: Palotai Károly (magyar) |

| 1981. október 14. |

| Hollandia                          | 3 – 0       | Belgium |
| ---------------------------------- | ----------- | ------- |
| Metgod 6' Van Kooten 26' Geels 54' | Jegyzőkönyv |         |

| Stadion Feijenoord, Rotterdam Nézőszám: 56,000 Játékvezető: Brian McGinlay (skót) |

| 1981. október 14. |

| Írország                                    | 3 – 2       | Franciaország          |
| ------------------------------------------- | ----------- | ---------------------- |
| Mahut 5' (öngól) Stapleton 23' Robinson 39' | Jegyzőkönyv | Bellone 9' Platini 83' |

| Lansdowne Road, Dublin Nézőszám: 53,000 Játékvezető: Ulf Eriksson (svéd) |

| 1981. november 18. |

| Franciaország       | 2 – 0       | Hollandia |
| ------------------- | ----------- | --------- |
| Platini 52' Six 82' | Jegyzőkönyv |           |

| Parc des Princes, Párizs Nézőszám: 46,348 Játékvezető: António Garrido (portugál) |

| 1981. december 5. |

| Franciaország                              | 4 – 0       | Ciprus |
| ------------------------------------------ | ----------- | ------ |
| Rocheteau 25' Lacombe 29' 82' Genghini 86' | Jegyzőkönyv |        |

| Parc des Princes, Párizs Nézőszám: 43,437 Játékvezető: Edwin Borg (máltai) |

## Góllövőlista
|  |  |